# ستراتوقراطية
ستراتوقراطية (بالإنجليزية: Stratocracy)‏ هي شكل من أشكال الحكومة التي يرأسها قادة الجيش. حيث أن ستراتو (باليونانية: Στρατός)‏ تعني "عسكري". تختلف عن الديكتاتورية العسكرية والمجلس العسكري حيث لا يتم في الستراتوقراطية فرض السلطة السياسية والعسكرية، أو حتى بدعم من القوانين الأخرى. وهي شكل من أشكال الحكم العرفي في الدول التي تتبع تقاليد عسكرية أو دستورية بحيث تشغل المناصب الحكومية دائما من قبل الضباط والقادة العسكريين المواطنين، والذين أدوا الخدمة العسكرية سواء كانت إلزامية أو تطوعية، والذين خرجوا منها بشرف ولهم الحق في الانتخاب أو الحكم. وتدعم السلطة السياسية والعسكرية من خلال القانون، والدستور، والمجتمع. وبالتالي، فإن الستراتوقراطيه هي في كثير من الأحيان مبنية على الجدارة والاستحقاق (استحقاقراطية) وليس من الضروري أن تكون استبدادية (أوتقراطية) بطبيعتها من أجل الحفاظ على حقها في الحكم.

## وصف الستراتوقراطية
ظهر مصطلح ستراتوقراطية لأول مرة في عام 1652 عندما استخدمها المنظر السياسي الإنجليزي، روبرت فيلمر. سبق مصطلح ستراتوقراطية مصطلحُ ستراتوكراتيا الذي استخدمه كلوديوس سالماسيوس في عام 1649 للإشارة إلى الكومنوولث الإنكليزي المعلن حديثًا في إنجلترا. يصف كل من بوفير وغليسون الستراتوقراطية بأنها شكل من أشكال الحكومة يتمتع فيه المواطنون الذين لديهم خدمة عسكرية إلزامية كانت أو تطوعية، أو قدامى المحاربين الذي سُرحوا من الخدمة العسكرية برتبة شرف، بالحق في المشاركة في الانتخابات أو الحكم. تحصل سلطات الجيش الإدارية والقضائية التشريعية، في نظام الحكم الستراتوقراطي، على دعم من القانون والدستور والمجتمع. لا تحتاج السلطة في أنظمة الحكم الستراتوقراطية لتكون أقلية ولا مستبدة بطبيعتها للحفاظ على حقها في الحكم. ميز عالم السياسة، صموئيل فينير، بين الأنظمة الستراتوقراطية التي يحكمها الجيش من جهة وبين الأنظمة العسكرية التي لا يحكمها الجيش بل يُفرض فيها حكم القادة المدنيين من جهة أخرى. كتب ليون أن نظام الحكم الستراتوقراطي كان نادرًا نسبيًا عبر التاريخ، وكان هناك زيادة نسبية في عدد الستراتوقراطيات في النصف الأخير من القرن العشرين بسبب «الانهيار السريع لثالاسوقراطيات أوروبا الغربية».

## الستراتوقراطيات الحديثة
يمكن عد مجلس الدولة للسلام والتنمية في ميانمار (بورما) الذي حكم البلاد بين عامي 1997 و2011 أقرب الأمثلة الحديثة للستراتوقراطية. يختلف المجلس عن معظم الديكتاتوريات العسكرية الأخرى، إذ ألغى بشكل كامل الدستور المدني والسلطة التشريعية. عزز الدستور الجديد الذي دخل حيز التنفيذ في عام 2010 من قبضة الجيش على السلطة من خلال عدة آليات تضمنت تخصيص ما نسبته 25% من مقاعد المجلس التشريعي للأفراد العسكريين.
مثلت أقاليم ما وراء البحار التابعة للمملكة المتحدة والمناطق العسكرية ذات السيادة البريطانية في منطقتي أكروتيري ودكليا في قبرص مثالًا آخر على النظام الستراتوقراطي: تحكم القوات البريطانية في قبرص الإقليم، حيث يعمل اللواء روبرت طومسون مسؤولًا إداريًا عليها منذ عام 2019. يخضع الإقليم لقوانين فريدة تختلف عن تلك المعمول بها في كل من المملكة المتحدة وقبرص.
يمكن عد إسرائيل، بعد عام 1967، مثالًا آخر عن الستراتوقراطيات، إذ شرعت باحتلال الضفة الغربية والقدس الشرقية (من الأردن) وشبه جزيرة سيناء ووقطاع غزة (من مصر)، ومرتفعات الجولان (من سوريا) بعد حرب الأيام الستة. تقع كل من الضفة الغربية وقطاع غزة تحت الحكم العسكري الإسرائيلي والإدارة المدنية الإسرائيلية التي أعطيت لاحقًا للسلطة الوطنية الفلسطينية التي تحكم الضفة الغربية وقطاع غزة، بينما ضمت القدس الشرقية ومرتفعات الجولان إلى الأراضي الإسرائيلية منذ عام 1980، ولا يزال النظام الدولي غير معترف بشرعية ضم إسرائيل لهاتين المنطقتين، حتى أن الأمم المتحدة أشارت إليها في إحدى المرات على أنها أراضي عربية محتلة.